# Garcinia cadelliana
Garcinia cadelliana là một loài thực vật có hoa thuộc họ Clusiaceae.
Loài này chỉ có ở Ấn Độ.
Chúng hiện đang bị đe dọa vì mất môi trường sống.